# Pablo Pontons

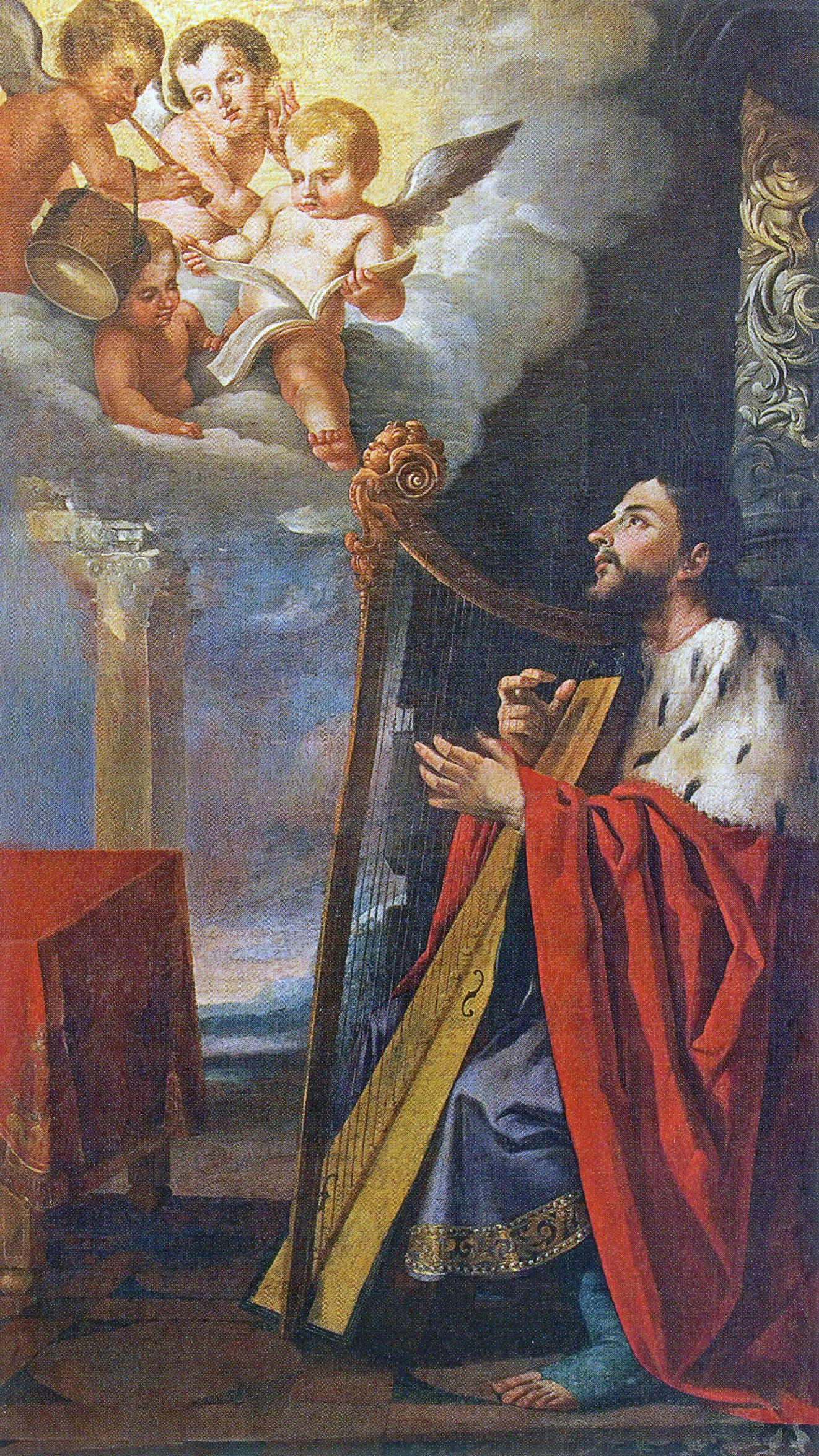
David penitente, hacia 1685, Morella, Iglesia arciprestal de Santa María.

Pablo Pontons (Valencia, 1622-1691) fue un pintor barroco español, activo en Valencia y discípulo como recordaba Antonio Palomino de Pedro de Orrente, de cuyo estilo será continuador.
Hijo de Pablo Pontons, pelaire, y Catalina Soriano, el 13 de febrero de 1635, contando trece años, fue colocado por su padre como aprendiz en el taller de Orrente, para que le enseñara el arte de la pintura por un periodo de siete años. Al año siguiente se hallaba preso en las torres de Serranos, presumiblemente por un problema de incumplimiento de contrato, pues allí le visita su maestro inquiriendo por un tal Jaume Llorca, vecino de Villajoyosa. Aparentemente el asunto no tuvo mayores consecuencias para Pablo Pontons, que debió de proseguir su formación en el taller de Orrente, conforme a lo estipulado, pues así se demuestra en su obra conservada, de tono estrictamente naturalista, cercano también a los modelos de Jerónimo Jacinto Espinosa aunque con una técnica de pincelada más suelta como corresponde a las fechas más avanzadas. A lo largo de su carrera Pontons recibió un importante número de encargos de órdenes religiosas, muchos de ellos perdidos, desde los más de cien que Marco Antonio Ortí le atribuyó haber pintado en 1659 con motivo de las fiestas de canonización de santo Tomás de Villanueva para los agustinos de Nuestra Señora del Socorro, a los ciento ochenta según alguna fuente pintados para el claustro de los trinitarios en 1668 con motivo de las fiestas por la celebración del culto de san Juan de Mata y san Félix de Valois.
Antonio Ponz, en el tomo 4 de su Viage de España, editado en 1774, mencionó con elogio los cuadros perdidos del claustro bajo del convento de mercedarios calzados de Valencia, dedicados a las vidas de san Pedro Nolasco y san Pedro Pascual, de los que decía estaban pintados «con bastante manejo, y verdad». Para la misma orden trabajó en otra serie de escenas mercedarias en el convento de El Puig, de la que únicamente se conserva la Imposición del hábito a San Ramón Nonato, depósito del Museo de Bellas Artes de Valencia en El Puig, obra cercana en el tratamiento de la luz sobre los hábitos blancos y en el naturalismo de los rostros a la obra de Espinosa.
Carácter orrentesco tienen las pinturas del altar mayor de la arciprestal de Santa María de Morella, uno de los conjuntos más representativos de su escasa producción conservada, de rico colorido, con la representación anacrónica de Jaime I asistiendo a la primera misa tras la conquista de Morella, y el firmado Moisés entregando las tablas de la ley al pueblo israelita del Museo de Bellas Artes de Murcia. Por el contrario, algunos lienzos de los pintados para los mercedarios conservados en el Museo de Bellas Artes de Valencia muestran una mayor sobriedad cromática y cierto predominio de las tonalidades terrosas, más cerca de los modelos de Espinosa, a quien podría estar buscando acercarse como el pintor más cotizado en la Valencia de su tiempo.